# A la carta
A la carta és una locució al món de la restauració que significa que el client pot «triar a una llista de plats» el que vol menjar, en oposició al «menú fix», «menú del dia» o «plat del dia», que imposa una selecció preestablerta. Com molts termes culinàries, és d'origen francès: à la carte. Els plats a la carta generalment són més cars que el plat del dia, com que demanen una logística i una preparació més oneroses i que el risc de romanents de productes frescs caducats i invenuts a la fi del dia és més gran.
Pot tenir dos sentits:
- En el sentit més ample pot referir a la carta o la llista dels plats amb els seus preus, separats per tipus de plats: primer i segon plat, peix, carn, vegetarià, postres, etc.
- De vegades només s'aplica a una part de l'ofre: per exemple quan amb un plat principal del menú, es pot triar una guarnició «a la carta»

Plats a la carta és un programari desenvolupat per la Generalitat de Catalunya que permet realitzar cartes de restaurant en català i en cinc llengües més. El programa és gratuït.

Ús del terme fora de la restauració
Per extensió, la paraula és emprada en altres dominis als quals l'usuari pot triar, per exemple programes televisius o radiofònics. Contràriament al sistema tradicional de les emissores, que emeten el mateix programa igual per a tothom, la tècnica del flux de dades multimèdia per internet permet a cadascú de mirar o escoltar el que vull quan ho vull, doncs, «a la carta». Un altre variant és el forfet o viatge a la carta, personalitzat, diferent d'un programa fix per a un grup sencer.
Es parla igualment de la «religió a la carta», un fenomen postmodern que descriu el fenomen de persones que creen la seva convicció religiosa i moral en triar d'una o de més religions unes opcions, i que ja no prenen, com era de costum abans, tot el menú de conviccions, prohibicions, obligacions i dogmes imposats per l'autoritat i heretats dels pares sense canviar.